# Rupp-Klettermaus
Die Rupp-Klettermaus (Dendromus ruppi) ist ein wenig erforschtes Nagetier aus der Gattung der Afrikanischen Klettermäuse (Dendromus). Das Artepitheton ehrt den Zoologen Hans Rupp, der 1978 den Holotypus gesammelt hatte.

## Merkmale
Die Rupp-Klettermaus erreicht eine Kopf-Rumpf-Länge von 63 bis 82 mm, eine Schwanzlänge 91 bis 115 mm, eine Ohrenlänge von 13 bis 18 mm, eine Hinterfußlänge von 18 bis 20 mm und ein Gewicht von 8 bis 15 g. Die Rupp-Klettermaus ist eine kleine Art mit einem sehr langen Greifschwanz. Der zweifarbige Schwanz ist dunkler an der Oberseite und heller an der Unterseite. Das lange weiche Fell ist braun oder rötlichbraun an der Oberseite und weiß mit einer dunkelgrauen Haarbasis am Bauch. Die Basis der Rückenfellhaare ist dunkelgrau. Vom Nacken bis zur Schwanzbasis verläuft ein schwarzer Aalstrich. Die Ohren sind relativ groß und rundlich. Die Gliedmaßen sind an das Klettern angepasst. Die zweiten bis vierten Zehen der Vordergliedmaßen haben verlängerte Krallen. Der erste und der fünfte Zeh der Vordergliedmaßen sind stark reduziert. Bei den Hintergliedmaßen sind der zweite bis vierte Zeh verlängert, der fünfte Zeh ist lang und opponierbar mit einer Kralle. Der erste Zeh ist stark reduziert.

## Verbreitung
Die Rupp-Klettermaus ist bisher nur vom Imatong-Gebirge, insbesondere vom Kinyeti und von den Didinga-Bergen, im Südwesten des Südsudan bekannt.

## Lebensraum und Lebensweise
Die Rupp-Klettermaus bewohnt offenes Grasland, Sümpfe und Kulturland in Höhenlagen zwischen 1800 und 1900 m. Ein Weibchen, das im April 1978 gefangen wurde, hatte vier Embryos. Mehr ist über die Lebensweise nicht bekannt.

## Status
Die Rupp-Klettermaus wurde 2016 in die Kategorie „unzureichende Datenlage“ (data deficient) der Roten Liste gefährdeter Arten aufgenommen, da nur sehr wenig über ihre Verbreitung, Lebensraumanforderungen, Gefährdungen oder Populationsgröße bekannt ist. Es gibt Überlegungen, das Imatong Central Forest Reserve in einen Nationalpark umzuwandeln. Ob diese Art in diesem Reservat vorkommt, ist jedoch unbekannt.